# Operacja Infatuate
Operacja Infatuate – aliancka operacja wojskowa przeprowadzona w dniach 1–8 listopada 1944 roku, mająca na celu zdobycie holenderskiej wyspy Walcheren, która stanowiła ostatni niemiecki bastion blokujący ujście Skaldy. W jej rezultacie wojska brytyjsko-kanadyjskie opanowały wyspę, co zakończyło tzw. bitwę o Skaldę i umożliwiło uruchomienie strategicznie ważnego portu w Antwerpii. Była ostatnią dużą operacją desantową w Europie podczas II wojny światowej.

## Podłoże
Leżąca nad Skaldą Antwerpia została zdobyta przez Brytyjczyków na początku września 1944 roku. Jej port, będący ówcześnie największym w Europie, miał kluczowe znaczenie w planach SHAEF, gdyż mógł rozwiązać logistyczne problemy trzech alianckich grup armii zbliżających się do granic Niemiec, a wciąż zaopatrywanych przez niewielkie prowizoryczne sztuczne porty na plażach Normandii. Aby z niego korzystać, alianci musieli jednak najpierw oczyścić ujście Wschodniej Skaldy, będące nadal w rękach niemieckiej 15 Armii. W tym celu na początku października ruszyła ofensywa 1 Armii Kanadyjskiej. Do końca miesiąca w ciężkich walkach jej dywizje wyparły Niemców z południowo-zachodniej Holandii, likwidując siły wroga zgromadzone na południowym brzegu Zachodniej Skaldy – wokół Breskens (operacja Switchback) oraz na północnym – na półwyspie Zuid-Beveland (operacja Vitality). Ostatnią przeszkodą na drodze do opanowania ujścia rzeki pozostała wyspa Walcheren.

## Siły stron

### Alianci
Do zdobycia wyspy zostały wyznaczone: brytyjska 52 Dywizja Piechoty „Lowland”, 5 Brygada Piechoty z 2 Kanadyjskiej Dywizji Piechoty oraz oddziały brytyjskich komandosów z 4 Brygady Służby Specjalnej. 4 BSS składała się z 4 Commando, 41 Commando Royal Marines (RM), 47 Commando RM, 48 Commando RM oraz czterech kompanii 10 Międzyalianckiego Commando: 1. i 8. francuskiej, 4. belgijskiej i 5. norweskiej. W ataku wzięła również udział 2. kompania holenderska 10 Commando, której członkowie zostali przydzieleni do reszty oddziałów w roli tłumaczy i przewodników. Okręty desantowe oraz wsparcie artyleryjskie (głównie za sprawą pancernika HMS „Warspite”) miał zapewnić Zespół „T” z Royal Navy. W operacji wziąć miał też udział 11 Królewski Pułk Czołgów z 79 Dywizji Pancernej. Był on wyposażony w opancerzone pojazdy amfibijne, za pomocą których miała wylądować część pododdziałów.

### Niemcy

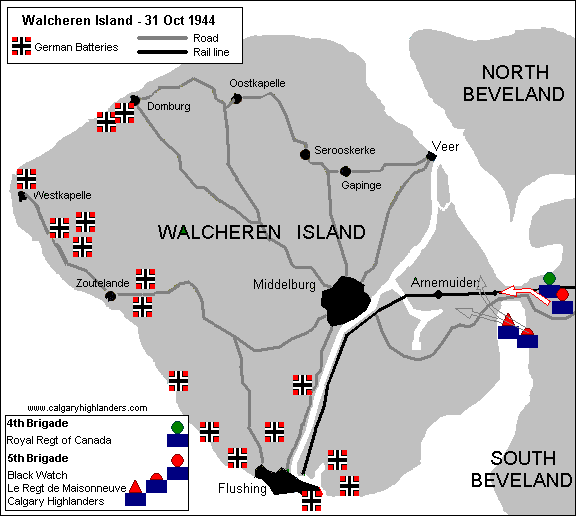
Mapa wyspy ukazująca rozmieszczenie baterii artylerii nadbrzeżnej i kierunek natarcia Kanadyjczyków przez groblę

Dowództwo niemieckiej 15 Armii, znając strategiczne znaczenie wyspy i jej kluczową rolę w blokowaniu Antwerpii, zamieniło Walcheren w silnie ufortyfikowaną twierdzę, której załoga miała bronić się do ostatniego żołnierza. Jej garnizon stanowiła 70 Dywizja Piechoty, wzmocniona niedobitkami 64 Dywizji, które zdołały ewakuować się spod Breskens. Choć siły te były mocno osłabione wcześniejszymi walkami, składały się z zaprawionych w bojach weteranów i miały oparcie w rozbudowanych umocnieniach Wału Atlantyckiego, którego Walcheren była integralną częścią. Fortyfikacje były rozmieszczone na wydmach okalających wyspę, głównie w jej części zachodniej i południowej. Składały się z licznych baterii ciężkiej artylerii nadbrzeżnej 202 Batalionu Artylerii Morskiej (działa o kalibrze od 75 do 220 mm), chronionych masywnymi bunkrami i schronami bojowymi piechoty, które z kolei były otoczone polami minowymi i zasiekami z drutu kolczastego. W sumie niemieckie siły na Walcheren liczyły ok. 10 000 ludzi.
Obrońcom wybitnie sprzyjały warunki terenowe. Wyspa była otoczona wodami Morza Północnego od zachodu, Wschodniej Skaldy od północy, Zachodniej Skaldy od południa oraz od wschodu Kanałem Sloe, który oddzielał Walcheren od wyspy Noord-Beverland i półwyspu Zuid-Beverland. Pomiędzy Zuid-Beverland a Walcheren przebiegało jedyne połączenie lądowe – łatwa do obrony, szeroka na 37 i długa na 1100 metrów grobla Sloedam, przez którą przebiegała szosa i linia kolejowa.

## Plan operacji
Wstępny atak miała przeprowadzić kanadyjska 5 Brygada Piechoty. Nacierając z Zuid-Beverland na łodziach przez kanał i pieszo przez groblę, miała uchwycić przyczółek na wschodnim brzegu wyspy i ściągnąć na siebie uwagę obrońców. Dopiero wtedy miał nastąpić desant komandosów. Na południu, pod Vlissingen (Flushing) miało w pierwszym rzucie wylądować 4 Commando, wspierane przez 1. i 8. francuską kompanię z 10 Commando (operacja Infatuate I). Po opanowaniu przez komandosów tego rejonu, w drugim rzucie wylądowałaby 155 Brygada Piechoty z 52 DP, której zadaniem było nacierać na północny wschód i połączyć się z Kanadyjczykami. Na zachodzie, w rejonie Westkapelle mieli wylądować natomiast komandosi piechoty morskiej, wzmocnieni przez 4. belgijską i 5. norweską kompanię z 10 Commando (operacja Infatuate II). Wsparcie ogniowe miało zapewnić lotnictwo RAF-u, okręty Royal Navy i artyleria II Korpusu Kanadyjskiego. Lądowaniem kierował bezpośrednio sztab II Korpusu Kanadyjskiego pod dowództwem gen. mjr. Charlesa Foulkesa. Po przeprowadzeniu desantów dowództwo nad całością sił przeszło w ręce gen. mjr. Edmunda Hakewill-Smitha z 52 DP.

## Zniszczenie tam

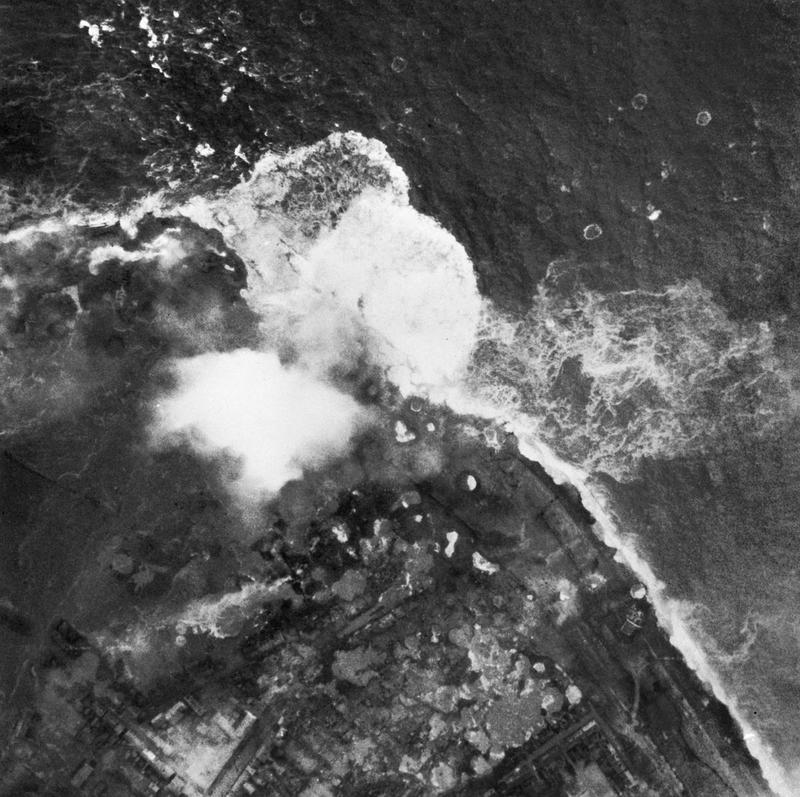
Zdjęcie lotnicze wykonane podczas bombardowania tamy w Westkapelle

Aby przerwać komunikację pomiędzy poszczególnymi punktami oporu i utrudnić Niemcom przemieszczanie sił, pełniący obowiązki dowódcy 1 Armii Kanadyjskiej gen. Guy Simonds zaproponował zalanie wyspy poprzez zbombardowanie okalających ją tam. W dniach 3–17 października 257 brytyjskich bombowców zburzyło cztery tamy w okolicach Vlissingen, Westkapelle i Veere. W rezultacie znajdujące się poniżej poziomu morza wnętrze wyspy zostało zalane, a ona sama zamieniona w lagunę i odseparowane od siebie skrawki wydm. Większość zabudowań uległa zniszczeniu (np. w Westkapelle z 650 domostw, zdatnych do zamieszkania pozostało jedynie 50). Utonęło wielu Niemców, a część fortyfikacji została wyłączona z walki. Znaczne straty poniosła też ludność cywilna, mimo przeprowadzonej ewakuacji (przesiedlono 20 000 ludzi).
W dniach 28–30 października bombowce RAF dokonały dodatkowych nalotów, w celu zmiękczenia niemieckiej obrony. Zrzuciły 4000 t bomb, niszcząc 11 niemieckich baterii.

## Przebieg operacji
Po południu 31 października przez groblę uderzyły pododdziały kanadyjskiej 5 Brygady Piechoty (pomocniczy atak na łodziach został odwołany z powodu niskiego stanu wody w kanale). Na krótko przed świtem dwóm kompaniom udało się dotrzeć do jej zachodniego końca za cenę znacznych strat. Dzięki temu do godziny 9.30 1 listopada atakujący utworzyli mały przyczółek na wschodzie wyspy. Niemieckie kontrataki nie pozwoliły im jednak na jego rozszerzenie, a wieczorem zepchnęły ich nawet z powrotem na groblę. O świcie 2 listopada Kanadyjczycy powtórzyli natarcie i odtworzyli przyczółek. Około południa 5 BP została zluzowana przez 157 BP z brytyjskiej 52 DP.
Tymczasem 1 listopada o godz. 6.20 pod Vlissingen na pokładach barek desantowych LCA wylądowało 4 Commando. Niemcy zostali zaskoczeni, dzięki czemu komandosom przy minimalnych stratach udało się utworzyć przyczółek. O 8.30 dołączyły do nich oddziały 155 BP z 52 DP. Do godz. 16.00 Brytyjczycy zdołali opanować większą część miasta i jego okolice, choć odizolowane punkty oporu broniły się dalej (w tym zamieniony w twierdzę Hotel Brittania, będący kwaterą dowódcy garnizonu Vlissingen).

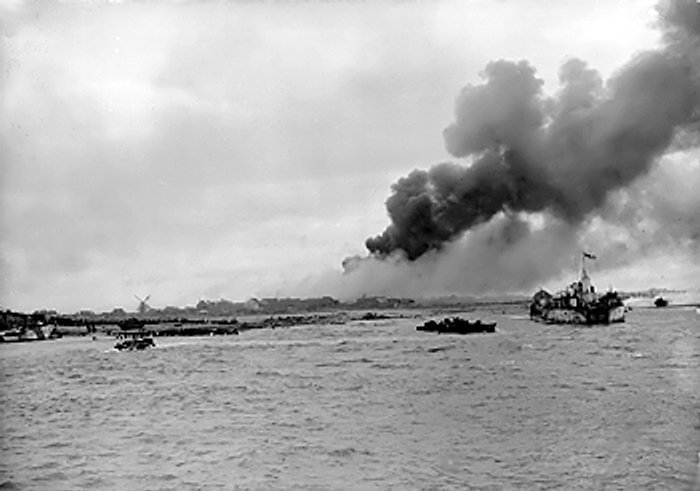
Lądowanie komandosów RM pod Westkapelle

Znacznie cięższy opór napotkali komandosi lądujący od godz. 9.30 na zachodzie wyspy. Desant przeprowadzono tam głównie przy pomocy gąsienicowych pojazdów amfibijnych Weasel i Buffalo. Odbywał się on pod intensywnym ogniem niemieckiej artylerii nadbrzeżnej, który zatopił lub uszkodził wiele okrętów i barek desantowych. Dopiero włączenie się do akcji artylerii pokładowej z pancernika „Warspite”, monitorów „Erebus” i „Roberts” oraz okrętów desantowych wsparcia LCG i LCT(R) zmusiło wrogie baterie do wstrzymania ostrzału.
41 Commando wraz z kompaniami belgijską i norweską wyszło na ląd o godz. 10.10 na północ od Westkapelle. Następnie zdobyło tę wieś i znajdującą się w niej latarnię morską (obsadzoną przez niemieckich obserwatorów artyleryjskich), po czym opanowało baterie pomiędzy Westkapelle i Domburgiem.
48 Commando wylądowało o godz. 10.12 na południe od Westkapelle. Opanowało znajdującą się tam stację radarową oraz po zaciętej walce jedną baterię. W ślad za nim podążyło 47 Commando, które następnego dnia uderzyło na Zoutland i zdobyło za cenę ciężkich strat następną wrogą baterię. W tym samym czasie 4 Commando natarło na północny wschód od Vlissingen i zdobyło kolejne dwie baterie.
3 listopada 156 BP z 52 DP odnalazła bród przez kanał na południe od grobli. Dzięki temu uderzyła na wschodnią część wyspy, wyparła z niej Niemców i nawiązała kontakt z 4 Commando. Tego samego dnia 47 i 48 Commando nacierały na południe od Zoutland i połączyły się ze 155 BP, która w końcu około południa oczyściła Vlissingen po 3-dniowych walkach ulicznych (Hotel Brittania został zdobyty dopiero w wyniku trwającego blisko 6 godzin szturmu).
Wieczorem 5 listopada do stolicy Walcheren Middelburga wkroczyły na 11 pojazdach Buffalo pierwsze pododdziały ze 155 BP i pojmały dowódcę garnizonu wyspy, gen. Dasera. Nazajutrz, gdy dołączył do nich nacierający ze wschodu batalion ze 157 BP, Daser formalnie skapitulował wraz z 2500 zgromadzonymi w mieście żołnierzami. Tego samego dnia na zachodzie wyspy 41 Commando zdobyło baterię „W 18” koło Domburga. W rękach Niemców pozostała już tylko jedna bateria – wysunięta najdalej na północ i oznaczona jako „W 19”. 8 listopada poddała się ona bez walki wraz z 4000 broniącymi się w pobliżu Niemcami. Pod koniec dnia gen. Hakewill-Smith zameldował, że w południe ustał zorganizowany opór nieprzyjaciela. Ostatni odizolowany niemiecki punkt oporu poddał się rano 10 listopada na zachód od Veere.

## Skutki
Jeszcze w trakcie trwania bitwy brytyjskie trałowce rozpoczęły rozminowywanie Skaldy (operacja Calendar). Proces ten zakończyły 25 listopada (w sumie usunięto 267 min). 28 listopada do Antwerpii wpłynął pierwszy aliancki statek z zaopatrzeniem. Do połowy grudnia port osiągnął pełną sprawność przeładunkową, co wydatnie przyczyniło się do powstrzymania niemieckiej ofensywy w Ardenach.
W walkach o wyspę 4 Special Service Brigade straciła 171 zabitych i zaginionych oraz 325 rannych. Kanadyjska 5 Brygada Piechoty zanotowała 135 zabitych i rannych. Straty Royal Navy wyniosły co najmniej 172 zabitych i 125 rannych, a także 9 zatopionych oraz 11 uszkodzonych okrętów (nie licząc barek desantowych). Do brytyjskiej niewoli dostało się około 8000 Niemców.